# Dzift
Dzift é um filme de drama búlgaro de 2007 dirigido e escrito por Javor Gardev e Vladislav Todorov. Foi selecionado como representante da Bulgária à edição do Oscar 2008, organizada pela Academia de Artes e Ciências Cinematográficas.

## Elenco
- Zachary Baharov - Lev Kaludov Zhelyazkov
- Tanya Ilieva - Ada or Mantis
- Vladimir Penev - Slug
- Mihail Mutafov - Van Wurst the Eye
- Đoko Rosić